# Palazzo Cittanova
Il palazzo Cittanova di Cremona venne costruito nel 1265 all'esterno dell'antica città romana per iniziativa di Uberto Pallavicino, signore di Cremona, vicario dell'imperatore Federico II e capo della fazione ghibellina.

## Storia e descrizione
Costituì, insieme al palazzo Trecchi ed alla chiesa di Sant'Agata, il nuovo nucleo dell'espansione medioevale della città, per volere della fazione dei "popolari" . Questa si contrapponeva infatti a quella dei "notabili" che aveva il suo centro nella più antica piazza del Comune, con il palazzo comunale, che fu fonte di imitazione per la realizzazione del nuovo edificio.
La facciata sulla piazza presenta una facciata a due piani: quello inferiore costituito da un porticato su pilastri con arcate gotiche su pilastri, coperto da un tetto a cassettonato ligneo e quello superiore, in mattoni e coronato di merli a freccia, con quattro trifore, che illuminano un unico grande ambiente.
Per tutto il XII secolo vi si riuniva il "Consiglio della Città Nova". Nel 1412 era divenuto sede della corporazione ("università") dei mercanti di fustagno. Nel 1756 divenne una caserma e nel 1805 sede dell'archivio notarile, con modifiche ed adattamenti che accompagnarono i mutamenti di funzione. Dopo un restauro della fine del XX secolo, attualmente è utilizzato per congressi e manifestazioni.